# 陳所見
陳所見（1562年—1593年），字實是，號忠宇，更號芹圃，直隸保定府定興縣人，民籍，明朝政治人物。

## 生平
萬曆十三年（1585年）乙酉科順天府鄉試四十九名，萬曆十四年（1586年）丙戌科會試二百五十一名，登二甲第五十一名進士。户部观政，十五年授户部贵州司主事，十六年管理臨清鈔关，十九年以病乞回籍調理，二十年復除原职，卒。

## 家族
曾祖陳繼先；祖父陳儒；父陳朝用。母王氏。具庆下。弟所聞、所得、所職、所知。